# Caenis argentina
Caenis argentina è una specie di Efemerotteri della famiglia Caenidae. Il nome scientifico è stato validamente pubblicato per la prima volta nel 1915 da Navás.
Vive nell'ecozona neotropicale.